# Templo de Atenea (Side)
El Templo de Atenea era un antiguo templo romano dedicado a Atenea en la ciudad de Side, Panfilia (antigua región ), en Asia Menor, en la actual Turquía.

Planos del Templo de Atenea en Side (superior) y del Templo de Apolo (inferior).

Data del período romano de finales del siglo II a. C. Atenea era una de las principales divinidades de Sides. El edificio estaba situado en la parte sur del promontorio de la ciudad, cerca de la orilla del mar y del puerto. Era un templo períptero y era de estilo corintio. Tenía 6 columnas en los lados cortos y 11 columnas en los lados largos. El estilobato del templo medía unos 18 × 35 me. En el interior del templo había un pronaos con dos columnas (dístilo in antis) y un naos, pero no opistodomos.
Lo que queda del templo son principalmente sus cimientos y elementos estructurales individuales. Inmediatamente al sur del templo de Atenea se encontraba el mejor conservado Templo de Apolo, de arquitectura muy similar aunque más pequeño. A principios del periodo cristiano, los templos estaban en ruinas, ya que el atrio de la iglesia conocida como Basílica meridional se construyó en su emplazamiento en los años 400 o 500.